# برونو أموريم
برونو أموريم (بالبرتغالية: Bruno Bethlem) هو متسابق يخت برازيلي، ولد في 22 أكتوبر 1975 في ريو دي جانيرو في البرازيل.

## وصلات خارجية
- برونو أموريم على موقع الاتحاد الدولي للملاحة الشراعية (موقع جديد) (الإنجليزية)
- برونو أموريم على موقع الاتحاد الدولي للملاحة الشراعية (موقع قديم) (الإنجليزية)
- برونو أموريم على موقع اللجنة الأولمبية الدولية (الإنجليزية)
- برونو أموريم على موقع أوليمبيديا (الإنجليزية)